# Muehlenbeckia sagittifolia

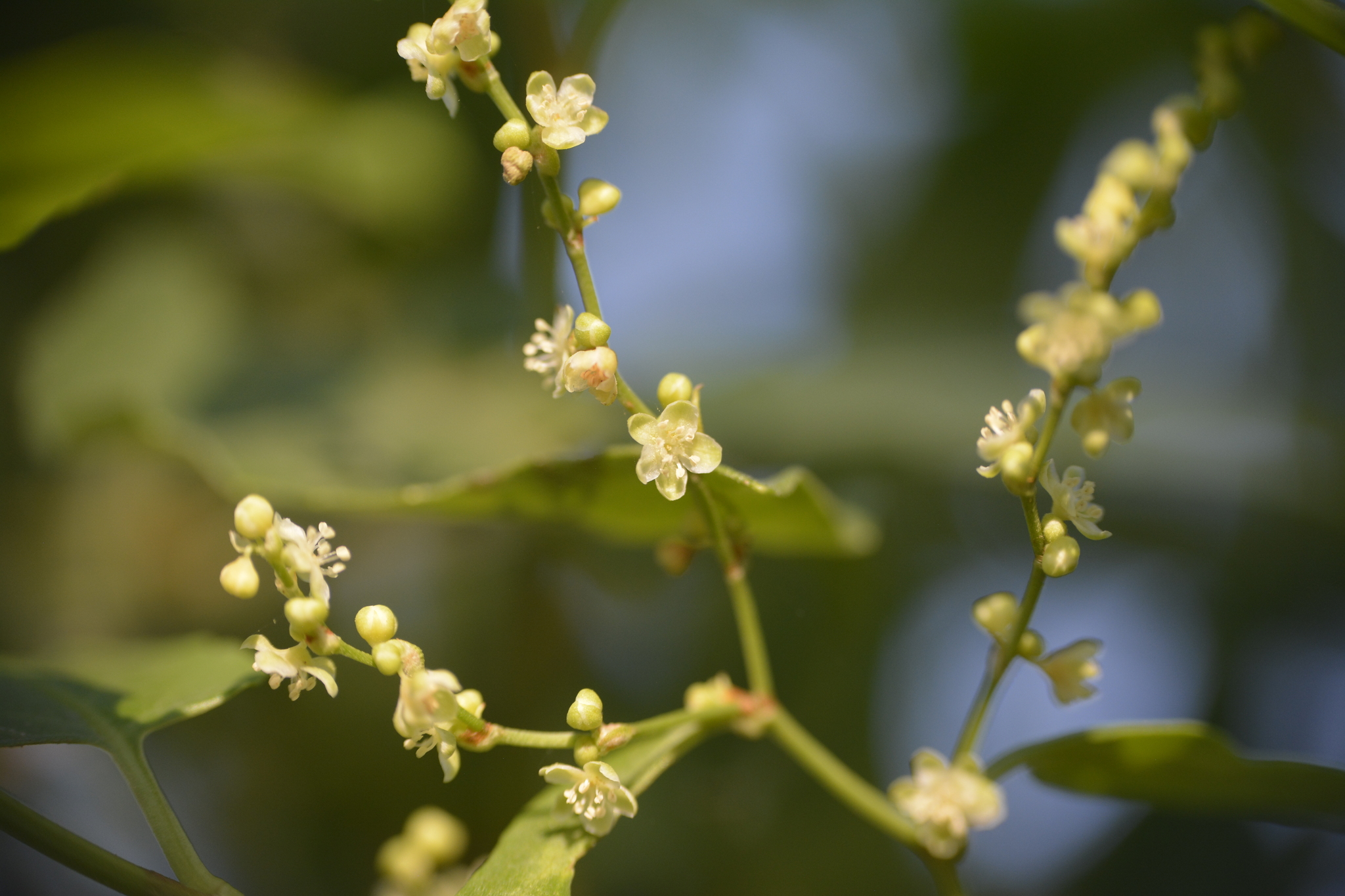
Muehlenbeckia sagittifolia en flor

Muehlenbeckia sagittifolia (Ortega) Meisn. es una especie de planta con flores, trepadora, de la familia de las Poligonaceas, nativa de América del Sur. Se la encuentra originariamente en Argentina, Uruguay, Paraguay, Bolivia y Brasil. Se ha introducido en Portugal, y también se la ha reportado en Sicilia.

## Descripción

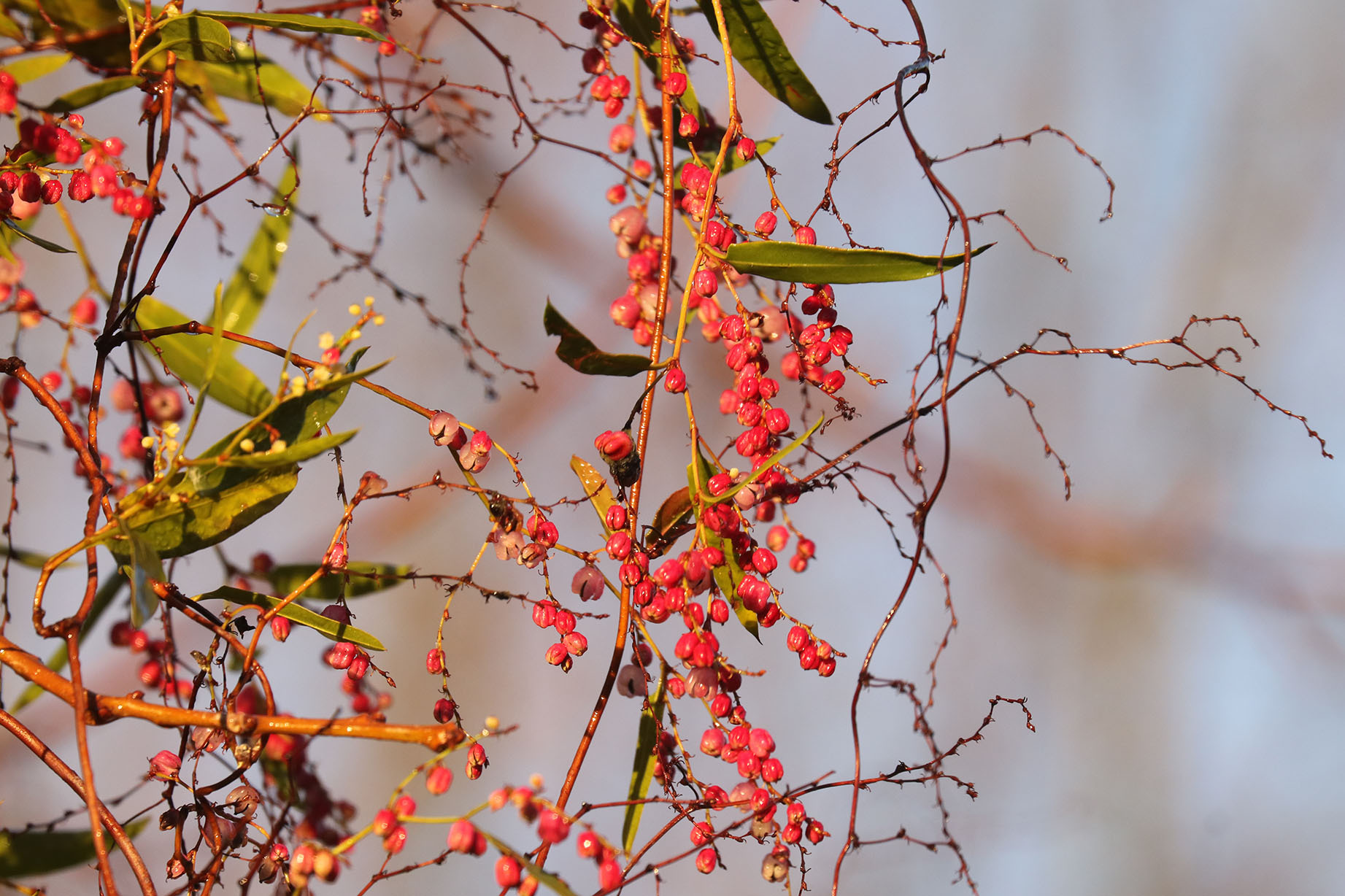

Es un arbusto o trepadora glabra de aproximadamente 4 m de largo, con rizoma leñoso, tallos estriados rojizos, hojas alternas, lanceoladas, pecioladas, con ápice agudo, de 4 a 9 cm de longitud por 1,2 a 2,5 cm de ancho, con ócreas muy                                                                                                                                                                                                                   cortas, caducas. Flores pequeñas, blanquecinas dispuestas en racimos o panojas laxas.  Aquenios globosos, pequeños, de no más de 3-3,5 mm, envueltos por un perianto blanco-rosado. Vegeta y florece en verano, fructificando hasta mediados de otoño. Se multiplica por semillas y gajos.

## Distribución y hábitat
En Argentina, se la encuentra en las provincias de Buenos Aires, Chaco, Córdoba, Corrientes, Entre Ríos, Formosa, Jujuy, Mendoza, Misiones, Salta, Santiago del Estero, Santa Fe y Tucumán. En Uruguay, en los departamentos de Canelones, Florida, Artigas, Salto, Paysandú, Río Negro, Soriano y Colonia. También se la encuentra en Paraguay, sur de Bolivia (departamentos de Cochabamba y Santa Cruz) y sur de Brasil (Rio Grande do Sul, Santa Catarina, Mato Grosso do Sul)
Crece en bosques costeros, márgenes de las selvas, bordes de caminos y cercos; desde el nivel del mar hasta 2.700 m de altitud en Bolivia. Prefiere los suelos ácidos, húmedos hasta pantanosos. Puede comportarse como maleza por su hábito trepador.

## Nombres comunes o vulgares
Zarzaparrilla, zarzaparrilla colorada. Falsa zarzamora.  Zarza colorada. Zarza mora. Zarza negra. Zarzaparrilla. Zarzaparrilla colorada. En Guaraní: Yuapecá,mboí yeca. Quiló o mollaco, en Chile). En portugués: salsa.

## Usos
Frecuentemente usada como ornamental y medicinal.   
El fruto es una fuente importante de alimento para muchas especies de aves.También está entre las plantas de interés apícola, ya que provee una fuente de néctar y de polen para las abejas en el verano, así como para otros insectos

### Uso medicinal
Como especie típica de la región Noreste de Argentina, la "zarzaparrilla colorada" es empleada popularmente como diurética y depurativa de manera similar a las del género Smilax, y a las cuales a menudo sustituye. Hieronymus, ya describe el uso de la raíz y los rizomas en decocción contra la sífilis.  Las hojas y pequeñas ramas en infusión sirven para problemas hepáticos y en uso externo para contusiones, también como vulnerario.

### Uso alimenticio
"Las frutitas maduras tienen un sabor salado y suelen comerse crudas o en dulces y sirven para fabricar una especie de chicha".  Como ocurre con otras especies del género, es probable que las hojas tiernas puedan aprovecharse también como verdura.

## Taxonomía
El nombre del género Muehlenbeckia fue dado en homenaje al médico y botánico francés Heinrich Gustav Muehlenbeck. El epíteto sagittifolia hace referencia a la forma sagitada de las hojas.

## Sinonimia
- Calacinum sagittifolium (Ortega) J.F.Macbr.
- Coccoloba dioica Steud.
- Coccoloba sagittata Poir.
- Coccoloba sagittifolia Ortega.
- Karkinetron hastatum Raf.
- Menispermum sagittatum Spreng.
- Polygonum acetosaefolium Vent.
- Polygonum sagittifolia (Ortega) Kuntze.
- Sarcogonum sagittifolium Samp.
- Uvifera dioeca Kuntze.

... 